# إدوارد بيشوب (سياسي)
إدوارد بيشوب (بالإنجليزية: Edward Bishop) هو سياسي نيوزلندي، ولد في 1811 في المملكة المتحدة، وتوفي في 1887.